# Z3
Konrad Zuses datormodell Z3 var världens första fungerande, fritt programmerbara och helautomatiska dator, en komplett turingmaskin. Den var byggd med reläer, som implementerade en 22-bitars ordlängd, hade en klockfrekvens av 5,33 Hz. Totalt bestod den av cirka 2 600 reläer, varav 1 400 behövdes till minnet och 600 till aritmetikenheten. Programkoden lagrades på hålremsor. Initialvärden matades in manuellt.: 32–37

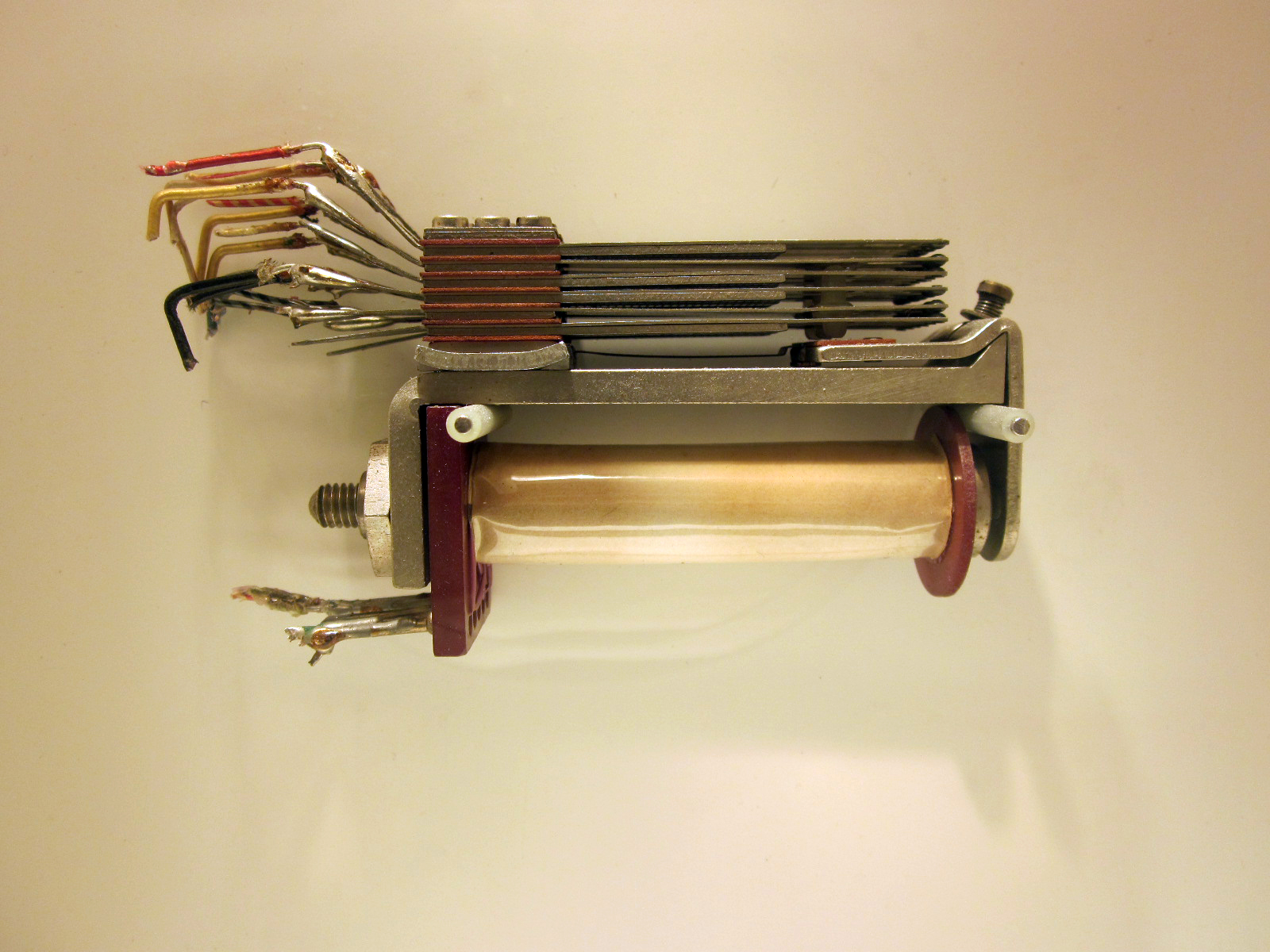
Elektromagnetiskt minne (reläer) ingår i Z3, Z5 och Z11

Z3 stod färdig i Berlin 1941. Den ansågs inte nödvändig, så den togs aldrig i ordinarie drift.: 30, 38–39 (Den skulle kunna lösa problem som system av linjära ekvationer och deras determinanter, andragradsekvationer och egenvärden (för vingfladder).) Baserat på den tyske aerodynamikingenjören Hans Georg Küssners arbete (känd för Küssnereffekten) skrevs ett "Program för att beräkna en komplex matris" och användes för att lösa problem med vingfladder. Zuse bad den tyska regeringen om finansiering för att ersätta reläerna med helt elektroniska omkopplare, men finansiering nekades under andra världskriget eftersom en sådan utveckling ansågs "inte krigsviktig".: 148

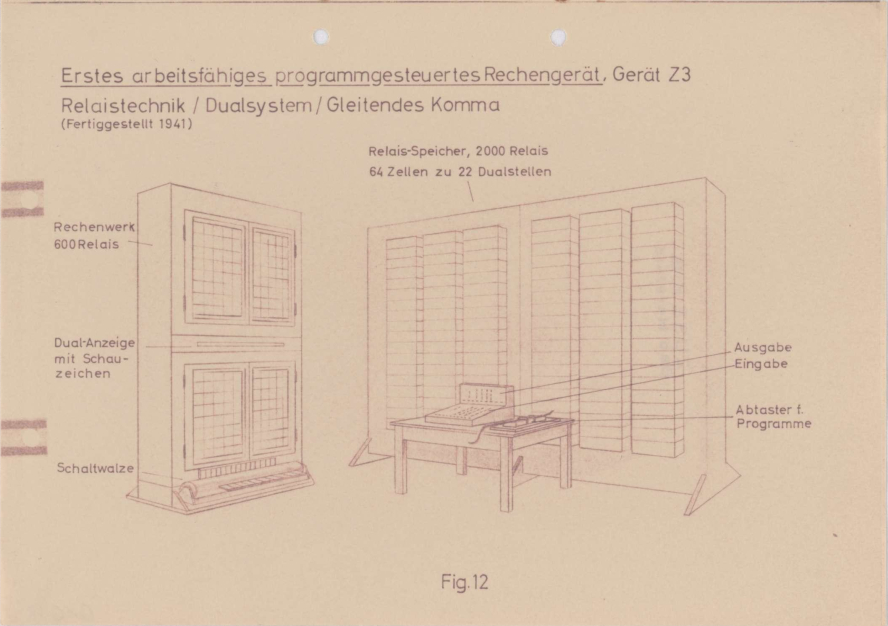
Ritning av Z3-datorn från Zuses patent från 1941.

Den ursprungliga Z3 förstördes den 21 december 1943 under ett allierat bombardemang av Berlin. Den Z3 kallades ursprungligen V3 (Versuchsmodell 3 eller Experimentmodell 3) men döptes om så att den inte skulle förväxlas med Tysklands V-vapen. En fullt fungerande replik byggdes 1961 av Zuses företag, Zuse KG, som visas permanent på Deutsches Museum i München.: 30  
 Z3 visades 1998 vara i princip Turingkomplett. Men eftersom den saknade villkorlig förgrening, uppfyllde Z3 endast denna definition genom att spekulativt beräkna alla möjliga resultat av en beräkning.
Tack vare denna maskin och dess föregångare har Konrad Zuse ofta föreslagits som datorns uppfinnare.

## Instruktionduppsättning
Z3 fungerade som en stackmaskin med en stack av två register, R1 och R2. Den första laddningsoperationen i ett program skulle ladda innehållet i en minnesplats till R1, medan nästa laddningsoperation skulle ladda innehållet i en minnesplats till R2. Aritmetiska instruktioner skulle fungera på innehållet i R1 och R2, lämna resultatet i R1 och rensa R2 där nästa laddningsoperation skulle laddas in. En lagringsoperation skulle lagra innehållet i Rl i en minnesplats och rensa Rl och nästa laddningsoperation skulle ladda innehållet i en minnesplats till R1.: 8  
En "läs tangentbord"-operation skulle läsa ett tal från tangentbordet till R1 och rensa R2. En visningsinstruktion skulle visa innehållet i R1 och rensa R2 varefter nästa laddningsinstruktion skulle laddas in i R2.: 8 

## Z3 som en universell Turing-maskin
Det var möjligt att konstruera slingor på Z3, men det fanns ingen villkorlig greninstruktion. Trots det var Z3 Turingkomplett – hur man implementerar en universell Turing-maskin på Z3 visades 1998 av Raúl Rojas. Han föreslog att bandprogrammet skulle behöva vara tillräckligt långt för att köra alla möjliga vägar genom båda sidor av varje gren. Det skulle beräkna alla möjliga svar, men de onödiga resultaten skulle raderas (en sorts spekulativ avrättning). Rojas avslutar: "Vi kan därför säga att, ur ett abstrakt teoretiskt perspektiv, är beräkningsmodellen för Z3:an likvärdig med beräkningsmodellen för dagens (1997) datorer. Ur ett praktiskt perspektiv, och på det sätt som Z3 verkligen var programmerad, var den inte likvärdig med modernare datorer."
Denna till synes begränsning motsäger det faktum att Z3 gav en praktisk instruktionsuppsättning för 1940-talets typiska ingenjörstillämpningar. Med tanke på de befintliga hårdvarubegränsningarna var Zuses huvudmål vid den tiden att ha en fungerande enhet för att underlätta hans arbete som anläggningsingenjör.

## Specifikationer
- Genomsnittlig beräkningshastighet: addition – 0,8 sekunder, multiplikation – 3 sekunder[2]
- Aritmetisk enhet: Binär flyttal, 22-bitars, addera, subtrahera, multiplicera, dividera, kvadratrot[2]
- Dataminne: 64 22-bitars ord [2]
- Programminne: Hålad celluloidtejp[2]
- Inmatning: Decimaltal med flyttal[2]
- Utdata: Decimaltal med flyttal[2]
- Ingång och utgång underlättades av en terminal, med ett speciellt tangentbord för inmatning och en rad lampor för att visa resultat[19]
- Element: Cirka 2 000 reläer (1 400 för minnet)[19]
- Frekvens: 5–10 hertz[2]
- Strömförbrukning: Cirka 4 000  watt[2]
- Vikt: Cirka 1 ton[2]

## Senare rekonstruktioner

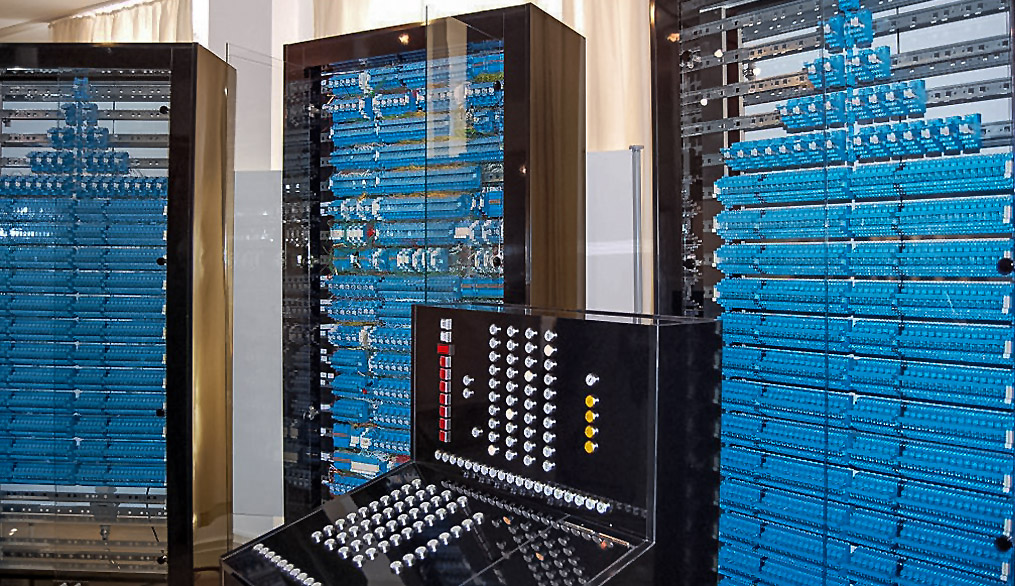
Z3 rekonstruktion 2010 av Horst Zuse

En senare rekonstruktion i regi av Raúl Rojas och Horst Zuse startade 1997 och avslutades 2003. Den finns nu i Konrad Zuse-museet i Hünfeld, Tyskland. Minnet halverades till 32 ord. Strömförbrukningen är cirka 400 W och vikten är cirka 30 kg.
År 2008 startade Horst Zuse en rekonstruktion av Z3 själv. Den presenterades 2010 i Konrad Zuse-museet i Hünfeld.